# Albo d'oro del campionato scozzese di calcio
Di seguito viene elencato l'albo d'oro del campionato scozzese di calcio. La lista comprende il campionato di prima divisione della Scottish Football League dal 1890 al 1998, della Scottish Premier League dal 1998 al 2013 e della Scottish Premiership dal 2013 ad oggi.
La Scottish Football League è stata fondata nel 1890, come campionato amatoriale e nel 1893 ha assunto un livello professionistico. Ha rappresentato il massimo livello del calcio scozzese fino al 1998, anno di nascita della Scottish Premier League. La Scottish Premier League è nata per volontà delle prime dieci società di Scozia di formare una lega separatista.
Dal 2013 si decise invece di tornare sui propri passi, e reinserirsi in un'unica associazione del calcio professionale in Scozia. Infatti, dalla stagione 2013-2014 la lega ha assunto una nuova denominazione, Scottish Premiership.
Il campionato scozzese è stato sospeso una sola volta, tra il 1939 e il 1946 a causa della Seconda guerra mondiale. Questo lo rende il campionato nazionale con più edizioni disputateː il campionato inglese, iniziato due stagioni prima di quello scozzese (nel 1888-89) è infatti stato sospeso sia durante la prima che durante la seconda guerra mondiale (in questo modo il campionato scozzese ha due edizioni disputate e completate in più del campionato inglese).
Fino al 1920 se le prime due squadre classificate terminavano il campionato a pari punti, si affrontavano in un incontro diretto per l'assegnazione del titolo. Ciò si è verificato soltanto in due occasioni: nel 1891 e nel 1905. Nel 1891 il match è terminato in parità ed entrambe le squadre si sono aggiudicate il campionato, condividendo il titolo.
Il campionato scozzese è stato dominato nel corso degli anni dai due club di Glasgow (Celtic e Rangers) che attualmente detengono 110 titoli di Scozia su 127 (55 sia per Celtic che per Rangers). L'ultimo titolo ad esser stato vinto da una squadra al di fuori di Glasgow risale alla stagione 1984-85, quando, sotto la guida di Alex Ferguson, l'Aberdeen è riuscito ad aggiudicarsi il titolo.

## Albo d'oro

### Legenda
le sigle tra parentesi indicano un double o un treble:
|      |                                                            |
|      |                                                            |
| (D1) | La squadra vincitrice ha vinto la Coppa di Scozia          |
| (D2) | La squadra vincitrice ha vinto la Coppa di Lega scozzese   |
| (T)  | La squadra vincitrice ha vinto entrambe le coppe nazionali |

### Scottish Football League
| Anno    | Classifica          | Classifica | Capocannoniere                        | Capocannoniere | Capocannoniere |
| Anno    | Vincitore           | Secondo    | Giocatore                             | Squadra        | Reti           |
| ------- | ------------------- | ---------- | ------------------------------------- | -------------- | -------------- |
| 1890-91 | Dumbarton e Rangers | Celtic     | John Bell                             | Dumbarton      | 20             |
| 1891-92 | Dumbarton           | Celtic     | John Bell                             | Dumbarton      | 23             |
| 1892-93 | Celtic              | Rangers    | Alexander McMahon John James Campbell | Celtic         | 11             |

### Scottish Division One
| Anno    | Classifica   | Classifica | Capocannoniere                  | Capocannoniere    | Capocannoniere |
| Anno    | Vincitore    | Secondo    | Giocatore                       | Squadra           | Reti           |
| ------- | ------------ | ---------- | ------------------------------- | ----------------- | -------------- |
| 1893-94 | Celtic       | Hearts     | Alexander McMahon               | Celtic            | 16             |
| 1894-95 | Hearts       | Celtic     | James Miller                    | Clyde             | 12             |
| 1895-96 | Celtic       | Rangers    | Allan Martin                    | Celtic            | 19             |
| 1896-97 | Hearts       | Hibernian  | William Taylor                  | Hearts            | 12             |
| 1897-98 | Celtic       | Rangers    | Robert Hamilton                 | Rangers           | 18             |
| 1898-99 | Rangers      | Hearts     | Robert Hamilton                 | Rangers           | 25             |
| 1899-00 | Rangers      | Celtic     | Robert Hamilton William Michael | Rangers Hearts    | 15             |
| 1900-01 | Rangers      | Celtic     | Robert Hamilton                 | Rangers           | 20             |
| 1901-02 | Rangers      | Celtic     | William Maxwell                 | Third Lanark      | 10             |
| 1902-03 | Hibernian    | Dundee     | David Reid                      | Hibernian         | 14             |
| 1903-04 | Third Lanark | Hearts     | Robert Hamilton                 | Rangers           | 28             |
| 1904-05 | Celtic       | Rangers    | Robert Hamilton James Quinn     | Rangers Celtic    | 19             |
| 1905-06 | Celtic       | Hearts     | James Quinn                     | Celtic            | 20             |
| 1906-07 | Celtic (D1)  | Dundee     | James Quinn                     | Celtic            | 29             |
| 1907-08 | Celtic (D1)  | Falkirk    | Jock Simpson                    | Falkirk           | 32             |
| 1908-09 | Celtic       | Dundee     | John Hunter                     | Dundee            | 29             |
| 1909-10 | Celtic       | Falkirk    | James Quinn Jock Simpson        | Celtic Falkirk    | 24             |
| 1910-11 | Rangers      | Aberdeen   | Willie Reid                     | Rangers           | 38             |
| 1911-12 | Rangers      | Celtic     | Willie Reid                     | Rangers           | 33             |
| 1912-13 | Rangers      | Celtic     | James Reid                      | Airdrie           | 30             |
| 1913-14 | Celtic (D1)  | Rangers    | James Reid                      | Airdrie           | 27             |
| 1914-15 | Celtic       | Hearts     | Thomas Gracie James Richardson  | Hearts Ayr United | 29             |

### Scottish Football League
| Anno    | Classifica | Classifica      | Capocannoniere | Capocannoniere | Capocannoniere |
| Anno    | Vincitore  | Secondo         | Giocatore      | Squadra        | Reti           |
| ------- | ---------- | --------------- | -------------- | -------------- | -------------- |
| 1915-16 | Celtic     | Rangers         | James McColl   | Celtic         | 34             |
| 1916-17 | Celtic     | Greenock Morton | Bert Yarnall   | Airdrie        | 39             |
| 1917-18 | Rangers    | Celtic          | Hugh Ferguson  | Motherwell     | 35             |
| 1918-19 | Celtic     | Rangers         | David McLean   | Rangers        | 29             |
| 1919-20 | Rangers    | Celtic          | Hugh Ferguson  | Motherwell     | 33             |
| 1920-21 | Rangers    | Celtic          | Hugh Ferguson  | Motherwell     | 43             |

### Scottish Division One
| Anno    | Classifica   | Classifica | Capocannoniere    | Capocannoniere      | Capocannoniere |
| Anno    | Vincitore    | Secondo    | Giocatore         | Squadra             | Reti           |
| ------- | ------------ | ---------- | ----------------- | ------------------- | -------------- |
| 1921-22 | Celtic       | Rangers    | Duncan Walker     | St Mirren           | 45             |
| 1922-23 | Rangers      | Airdrie    | John White        | Hearts              | 30             |
| 1923-24 | Rangers      | Airdrie    | David Halliday    | Dundee              | 38             |
| 1924-25 | Rangers      | Airdrie    | William Devlin    | Cowdenbeath         | 33             |
| 1925-26 | Celtic       | Airdrie    | William Devlin    | Cowdenbeath         | 40             |
| 1926-27 | Rangers      | Motherwell | James McGrory     | Celtic              | 49             |
| 1927-28 | Rangers (D1) | Celtic     | James McGrory     | Celtic              | 47             |
| 1928-29 | Rangers      | Celtic     | Evelyn Morrison   | Falkirk             | 43             |
| 1929-30 | Rangers (D1) | Motherwell | Benjamin Yorston  | Aberdeen            | 38             |
| 1930-31 | Rangers      | Celtic     | Bernard Battles   | Hearts              | 44             |
| 1931-32 | Motherwell   | Rangers    | William MacFadyen | Motherwell          | 52             |
| 1932-33 | Rangers      | Motherwell | William MacFadyen | Motherwell          | 45             |
| 1933-34 | Rangers (D1) | Motherwell | Jimmy Smith       | Rangers             | 41             |
| 1934-35 | Rangers (D1) | Celtic     | Jimmy Smith       | Rangers             | 36             |
| 1935-36 | Celtic       | Rangers    | James McGrory     | Celtic              | 50             |
| 1936-37 | Rangers      | Aberdeen   | David Wilson      | Hamilton Academical | 34             |
| 1937-38 | Celtic       | Hearts     | Andrew Black      | Hearts              | 40             |
| 1938-39 | Rangers      | Celtic     | Alexander Venters | Rangers             | 35             |

### Scottish Division A
| Anno    | Classifica   | Classifica | Capocannoniere                  | Capocannoniere      | Capocannoniere |
| Anno    | Vincitore    | Secondo    | Giocatore                       | Squadra             | Reti           |
| ------- | ------------ | ---------- | ------------------------------- | ------------------- | -------------- |
| 1946-47 | Rangers (D2) | Hibernian  | Robert Mitchell                 | Third Lanark        | 22             |
| 1947-48 | Hibernian    | Rangers    | Archie Aikman                   | Falkirk             | 20             |
| 1948-49 | Rangers (T)  | Dundee     | Alexander Stott                 | Dundee              | 30             |
| 1949-50 | Rangers (D1) | Hibernian  | Willie Bauld                    | Hearts              | 30             |
| 1950-51 | Hibernian    | Rangers    | Lawrence Reilly                 | Hibernian           | 22             |
| 1951-52 | Hibernian    | Rangers    | Lawrence Reilly                 | Hibernian           | 27             |
| 1952-53 | Rangers (D1) | Hibernian  | Lawrence Reilly Charles Fleming | Hibernian East Fife | 30             |
| 1953-54 | Celtic       | Hearts     | Jimmy Wardhaugh                 | Hearts              | 27             |
| 1954-55 | Aberdeen     | Celtic     | Willie Bauld                    | Hearts              | 21             |

### Scottish Division One
| Anno    | Classifica   | Classifica | Capocannoniere               | Capocannoniere              | Capocannoniere |
| Anno    | Vincitore    | Secondo    | Giocatore                    | Squadra                     | Reti           |
| ------- | ------------ | ---------- | ---------------------------- | --------------------------- | -------------- |
| 1955-56 | Rangers      | Aberdeen   | Jimmy Wardhaugh              | Hearts                      | 28             |
| 1956-57 | Rangers      | Hearts     | Hugh Baird                   | Airdrie                     | 33             |
| 1957-58 | Hearts       | Rangers    | Jimmy Wardhaugh              | Jimmy Murray                | 28             |
| 1958-59 | Rangers      | Hearts     | Joe Baker                    | Hibernian                   | 25             |
| 1959-60 | Hearts (D2)  | Kilmarnock | Joe Baker                    | Hibernian                   | 42             |
| 1960-61 | Rangers (D2) | Kilmarnock | Alexander Harley             | Third Lanark                | 42             |
| 1961-62 | Dundee       | Rangers    | Alan Gilzean                 | Dundee                      | 24             |
| 1962-63 | Rangers (D1) | Kilmarnock | Jimmy Millar                 | Rangers                     | 27             |
| 1963-64 | Rangers (T)  | Kilmarnock | Alan Gilzean                 | Dundee                      | 32             |
| 1964-65 | Kilmarnock   | Hearts     | Jim Forrest                  | Rangers                     | 30             |
| 1965-66 | Celtic (D2)  | Rangers    | Joseph McBride Alex Ferguson | Celtic Dunfermline Athletic | 31             |
| 1966-67 | Celtic (T)   | Rangers    | Steve Chalmers               | Celtic                      | 21             |
| 1967-68 | Celtic (D2)  | Rangers    | Bobby Lennox                 | Celtic                      | 32             |
| 1968-69 | Celtic (T)   | Rangers    | Kenneth Cameron              | Dundee United               | 26             |
| 1969-70 | Celtic (D2)  | Rangers    | Colin Stein                  | Rangers                     | 24             |
| 1970-71 | Celtic (D1)  | Aberdeen   | Henry Hood                   | Celtic                      | 22             |
| 1971-72 | Celtic (D1)  | Aberdeen   | Joe Harper                   | Aberdeen                    | 33             |
| 1972-73 | Celtic       | Rangers    | Alan Gordon                  | Hibernian                   | 27             |
| 1973-74 | Celtic (D1)  | Hibernian  | Dixie Deans                  | Celtic                      | 26             |
| 1974-75 | Rangers      | Hibernian  | Andy Gray William Pettigrew  | Dundee United Motherwell    | 20             |

### Scottish Premier Division
| Anno    | Classifica    | Classifica | Capocannoniere               | Capocannoniere  | Capocannoniere |
| Anno    | Vincitore     | Secondo    | Giocatore                    | Squadra         | Reti           |
| ------- | ------------- | ---------- | ---------------------------- | --------------- | -------------- |
| 1975-76 | Rangers (T)   | Celtic     | Kenneth Dalglish             | Celtic          | 24             |
| 1976-77 | Celtic (D1)   | Rangers    | William Pettigrew            | Motherwell      | 21             |
| 1977-78 | Rangers (T)   | Aberdeen   | Derek Johnstone              | Rangers         | 25             |
| 1978-79 | Celtic        | Rangers    | Andrew Ritchie               | Greenock Morton | 22             |
| 1979-80 | Aberdeen      | Celtic     | Doug Somner                  | St Mirren       | 25             |
| 1980-81 | Celtic        | Aberdeen   | Frank McGarvey               | Celtic          | 23             |
| 1981-82 | Celtic        | Aberdeen   | George McCluskey             | Celtic          | 21             |
| 1982-83 | Dundee Utd    | Celtic     | Charlie Nicholas             | Celtic          | 29             |
| 1983-84 | Aberdeen (D1) | Celtic     | Brian McClair                | Celtic          | 23             |
| 1984-85 | Aberdeen      | Celtic     | Frank McDougall              | Aberdeen        | 22             |
| 1985-86 | Celtic (D1)   | Hearts     | Alistair McCoist             | Rangers         | 24             |
| 1986-87 | Rangers (D2)  | Celtic     | Brian McClair                | Celtic          | 35             |
| 1987-88 | Celtic (D1)   | Hearts     | Tommy Coyne                  | Dundee United   | 33             |
| 1988-89 | Rangers (D2)  | Aberdeen   | Mark McGhee Charlie Nicholas | Celtic Aberdeen | 16             |
| 1989-90 | Rangers       | Aberdeen   | John Neilson Robertson       | Hearts          | 17             |
| 1990-91 | Rangers (D2)  | Aberdeen   | Tommy Coyne                  | Celtic          | 18             |
| 1991-92 | Rangers (D1)  | Hearts     | Alistair McCoist             | Rangers         | 34             |
| 1992-93 | Rangers (T)   | Aberdeen   | Alistair McCoist             | Rangers         | 34             |
| 1993-94 | Rangers (D2)  | Aberdeen   | Mark Hateley                 | Rangers         | 22             |
| 1994-95 | Rangers       | Motherwell | Tommy Coyne                  | Motherwell      | 16             |
| 1995-96 | Rangers (D1)  | Celtic     | Pierre van Hooijdonk         | Celtic          | 26             |
| 1996-97 | Rangers (D2)  | Celtic     | Jorge Cadete                 | Celtic          | 25             |
| 1997-98 | Celtic (D2)   | Rangers    | Marco Negri                  | Rangers         | 32             |

### Scottish Premier League
| Anno    | Classifica   | Classifica | Capocannoniere | Capocannoniere     | Capocannoniere |
| Anno    | Vincitore    | Secondo    | Giocatore      | Squadra            | Reti           |
| ------- | ------------ | ---------- | -------------- | ------------------ | -------------- |
| 1998-99 | Rangers (T)  | Celtic     | Henrik Larsson | Celtic             | 29             |
| 1999-00 | Rangers (D1) | Celtic     | Mark Viduka    | Celtic             | 25             |
| 2000-01 | Celtic (T)   | Rangers    | Henrik Larsson | Celtic             | 35             |
| 2001-02 | Celtic       | Rangers    | Henrik Larsson | Celtic             | 29             |
| 2002-03 | Rangers (T)  | Celtic     | Henrik Larsson | Celtic             | 28             |
| 2003-04 | Celtic (D1)  | Rangers    | Henrik Larsson | Celtic             | 30             |
| 2004-05 | Rangers (D2) | Celtic     | John Hartson   | Celtic             | 25             |
| 2005-06 | Celtic (D2)  | Hearts     | Kris Boyd      | Kilmarnock/Rangers | 32             |
| 2006-07 | Celtic (D1)  | Rangers    | Kris Boyd      | Rangers            | 20             |
| 2007-08 | Celtic       | Rangers    | Scott McDonald | Celtic             | 25             |
| 2008-09 | Rangers (D1) | Celtic     | Kris Boyd      | Rangers            | 27             |
| 2009-10 | Rangers (D2) | Celtic     | Kris Boyd      | Rangers            | 23             |
| 2010-11 | Rangers (D2) | Celtic     | Kenny Miller   | Rangers            | 21             |
| 2011-12 | Celtic       | Rangers    | Gary Hooper    | Celtic             | 24             |
| 2012-13 | Celtic (D1)  | Motherwell | Michael Higdon | Motherwell         | 26             |

### Scottish Premiership
| Anno    | Classifica  | Classifica | Capocannoniere                         | Capocannoniere     | Capocannoniere |
| Anno    | Vincitore   | Secondo    | Giocatore                              | Squadra            | Reti           |
| ------- | ----------- | ---------- | -------------------------------------- | ------------------ | -------------- |
| 2013-14 | Celtic      | Motherwell | Kris Commons                           | Celtic             | 27             |
| 2014-15 | Celtic (D2) | Aberdeen   | Adam Rooney                            | Aberdeen           | 18             |
| 2015-16 | Celtic      | Aberdeen   | Leigh Griffiths                        | Celtic             | 31             |
| 2016-17 | Celtic (T)  | Aberdeen   | Liam Boyce                             | Ross County        | 23             |
| 2017-18 | Celtic (T)  | Aberdeen   | Kris Boyd                              | Kilmarnock         | 18             |
| 2018-19 | Celtic (T)  | Rangers    | Alfredo Morelos                        | Rangers            | 18             |
| 2019-20 | Celtic (D2) | Rangers    | Odsonne Édouard                        | Celtic             | 22             |
| 2020-21 | Rangers     | Celtic     | Odsonne Édouard                        | Celtic             | 18             |
| 2021-22 | Celtic (D2) | Rangers    | Regan Charles-Cook Giōrgos Giakoumakīs | Ross County Celtic | 13             |
| 2022-23 | Celtic (D2) | Rangers    | Kyogo Furuhashi                        | Celtic             | 27             |
| 2023-24 | Celtic (D1) | Rangers    | Lawrence Shankland                     | Hearts             | 24             |
| 2024-25 | Celtic (D2) | Rangers    | Cyriel Dessers                         | Rangers            | 18             |

## Statistiche

### Titoli per squadra
| Club         | Vittorie | Anni |
| ------------ | -------- | --- |
| Rangers      | 55       | 1890-1891, 1898-1899, 1899-1900, 1900-1901, 1901-1902, 1910-1911, 1911-1912, 1912-1913, 1917-1918, 1919-1920, 1920-1921, 1922-1923, 1923-1924, 1924-1925, 1926-1927, 1927-1928, 1928-1929, 1929-1930, 1930-1931, 1932-1933, 1933-1934, 1934-1935, 1936-1937, 1938-1939, 1946-1947, 1948-1949, 1949-1950, 1952-1953, 1955-1956, 1956-1957, 1958-1959, 1960-1961, 1962-1963, 1963-1964, 1974-1975, 1975-1976, 1977-1978, 1986-1987, 1988-1989, 1989-1990, 1990-1991, 1991-1992, 1992-1993, 1993-1994, 1994-1995, 1995-1996, 1996-1997, 1998-1999, 1999-2000, 2002-2003, 2004-2005, 2008-2009, 2009-2010, 2010-2011, 2020-2021 |
| Celtic       | 55       | 1892-1893, 1893-1894, 1895-1896, 1897-1898, 1904-1905, 1905-1906, 1906-1907, 1907-1908, 1908-1909, 1909-1910, 1913-1914, 1914-1915, 1915-1916, 1916-1917, 1918-1919, 1921-1922, 1925-1926, 1935-1936, 1937-1938, 1953-1954, 1965-1966, 1966-1967, 1967-1968, 1968-1969, 1969-1970, 1970-1971, 1971-1972, 1972-1973, 1973-1974, 1976-1977, 1978-1979, 1980-1981, 1981-1982, 1985-1986, 1987-1988, 1997-1998, 2000-2001, 2001-2002, 2003-2004, 2005-2006, 2006-2007, 2007-2008, 2011-2012, 2012-2013, 2013-2014, 2014-2015, 2015-2016, 2016-2017, 2017-2018, 2018-2019, 2019-2020, 2021-2022, 2022-2023, 2023-2024, 2024-2025 |
| Aberdeen     | 4        | 1954-1955, 1979-1980, 1983-1984, 1984-1985 |
| Hearts       | 4        | 1894-1895, 1896-1897, 1957-1958, 1959-1960 |
| Hibernian    | 4        | 1902-1903, 1947-1948, 1950-1951, 1951-1952 |
| Dumbarton    | 2        | 1890-1891, 1891-1892 |
| Dundee       | 1        | 1961-1962 |
| Dundee Utd   | 1        | 1982-1983 |
| Kilmarnock   | 1        | 1964-1965 |
| Motherwell   | 1        | 1931-1932 |
| Third Lanark | 1        | 1903-1904 |

### Titoli per città
| Città      | Titoli | Squadre                                     |
| ---------- | ------ | ------------------------------------------- |
| Glasgow    | 111    | Rangers (55), Celtic (55), Third Lanark (1) |
| Edimburgo  | 8      | Heart of Midlothian (4), Hibernian (4)      |
| Aberdeen   | 4      | Aberdeen (4)                                |
| Dumbarton  | 2      | Dumbarton (2)                               |
| Dundee     | 2      | Dundee (1), Dundee United (1)               |
| Kilmarnock | 1      | Kilmarnock (1)                              |
| Motherwell | 1      | Motherwell (1)                              |